# Belltrees Peel

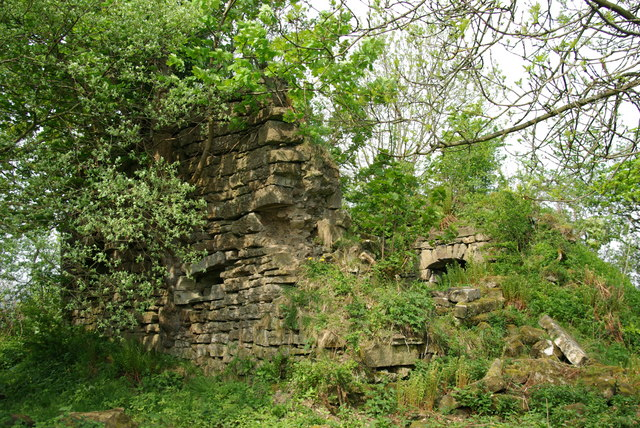
Die Ruinen von Belltrees Peel

Belltrees Peel ist die Ruine eines mittelalterlichen Wohnturms auf einer Halbinsel im Castle Semple Loch in der schottischen Council Area Renfrewshire. Zwischen 1547 und 1572 entstand der unüblich niedrige Turm mit unregelmäßig sechseckigem Grundriss auf dem Gelände, das damals noch eine Insel war. Die Überreste des Gebäudes gelten heute als Scheduled Monument.
Der Turm gehörte der Familie Semple und dort wohnte Sir James Semple of Belltrees. Er wurde zusammen mit dem späteren König Jakob VI. erzogen und wirkte 1601 als schottischer Botschafter in Frankreich. Später nutzen die Semples Belltrees Peel als Schutzhütte, wenn sie auf dem Castle Semple Loch segelten.